# Psychologists/Psychotherapists for Future
Psychologists/Psychotherapists for Future (kurz Psy4F) ist eine Initiative von Psychologen, Psychotherapeuten und Studierenden der Psychologie zur Unterstützung der Fridays-for-Future-Bewegung. Psy4F sind seit dem 7. Januar 2022 ein eingetragener Verein.

## Geschichte
Psy4F gründeten sich im April 2019 auf Initiative der tiefenpsychologisch orientierten Psychologischen Psychotherapeutinnen Mareike Schulze und Lea Dohm.
Im Mai 2019 veröffentlichte die Initiative eine Stellungnahme zu den Protesten für mehr Klimaschutz, die bis April 2020 laut Psy4F von mehr als 4.400 Personen aus 28 Ländern unterzeichnet wurde.
Im November 2020 wurden die Psy4F mit dem „taz-Panter-Preis“ ausgezeichnet.
Im Juni 2022 wurden die Psy4F von der Deutschen Gesellschaft für Psychosomatische Medizin und Ärztliche Psychotherapie (DGPM) und dem Deutschen Kollegium für Psychosomatische Medizin (DKPM) mit dem Sonderpreis für Nachhaltigkeit 2022 ausgezeichnet. Mit diesem Preis wird ein „herausragendes und zukunftsweisendes bürgerschaftliches Engagement“ gewürdigt.
Im November 2022 verlieh der Berufsverband Deutscher Psychologinnen und Psychologen (BDP) die Goldene Ehrennadel an Lea Dohm. Die Auszeichnung wurde verliehen für die Mitbegründung der Psy4F und die positive Prägung der Berufsgruppe.

## Stellungnahme
In ihrer Stellungnahme unterstreichen die Psy4F nachdrücklich die Forderungen der Fridays-for-Future-Bewegung nach einem schnellen und konsequenten Handeln, einem grundsätzlichen klimapolitischen und gesellschaftlichen Paradigmenwechsel sowie nach Einhaltung der Ziele des Pariser Abkommens; sie postulierten unter anderem:
- Der Klimawandel und die ökologische Krise würden intuitiv unterschätzt. Damit verbundene, als unangenehm erlebte Gefühle würden mittels psychischer Abwehrprozesse (individuell und kollektiv) unbewusst gehalten. Dadurch würden viele Menschen, auch Politiker, in hohem Maße das Ausmaß der Bedrohung verkennen. Diese kollektive Verleugnung stehe sowohl individuellem als auch kollektivem Handeln im Weg.
- Es sei ein psychologisches Problem, Menschen zu Verhaltensänderungen in Richtung eines zunehmenden Umwelt- und Klimabewusstseins zu bewegen. Dem Aktiv-Werden würden oft Gewohnheit und das Gefühl, keinerlei Kontrolle zu haben und nichts bewirken zu können, im Wege stehen.
- Das Bewusstwerden der Brisanz der Klimakrise und ökologischen Krise könne Symptome bis hin zur psychischen Störung hervorrufen. Es könne zu intensiven, als überwältigend erlebten Gefühlen kommen, die in Handlungsunfähigkeit und psychischen Störungen resultieren können.
- Der Zustand der Umwelt wirke sich auf komplexe Weise auf menschliches Erleben, Verhalten und die Gesundheit aus.

Dabei werden unter anderem Veröffentlichungen von Renee Lertzmann, die sich auf psychodynamische/psychoanalytische Theorien bezieht, sowie einzelne Studien zu den Folgen der globalen Erwärmung für die psychische Gesundheit zitiert.
Der Stellungnahme wurde ein Zitat von Bruce Poulsen vorangestellt, einem psychodynamisch orientierten Psychotherapeuten: „Climate change is a psychological crisis, whatever else it is“ („Der Klimawandel ist eine psychologische Krise, was auch immer sonst es ist“).

## Organisation
Die Psy4F ist eine überinstitutionelle und überparteiliche Organisation, die dezentral und koordiniert in verschiedenen Regional- und Arbeitsgruppen aktiv ist. Im Gegensatz zu den Regionalgruppen sind die Arbeitsgruppen nicht ortsgebunden. Die Beschäftigungsgebiete der Arbeitsgruppen lassen sich grob einteilen in psychologische Themenbereiche die in Bezug zum Klimaaktivismus stehen (z. B. AG Psychoanalyse oder AG Unterstützung für Engagierte), in Öffentlichkeitsarbeit (z. B. AG Podcast, AG Presse oder AG Social Media) und in Organisatorische Themenbereiche (z. B. AG Sekretariat oder AG Finanzen). Ein internationaler Austausch mit thematisch verwandten Fachinitiativen wird gepflegt.

## Aktivitäten und Positionen
Die Psy4F bieten seit Juni 2019 ein kostenfreies Beratungsangebot für Klimaengagierte an, sowie Workshops, Vorträge und Gesprächsrunden. Die Weitergabe des vorhandenen psychologischen Wissens an Klimaaktivisten und andere Multiplikatoren, das eigene Aktivwerden und das Aufzeigen von Möglichkeiten dieser gesellschaftlichen Bewegung sind erklärte Ziele der Psy4F.
Die Sprecherin der Psy4F, Katharina van Bronswijk, wurde wiederholt interviewt oder in den Medien zitiert, meist zum Thema „Klimaangst“ und der „Verdrängung“ der Klimakrise. Zudem gibt es verschiedene Veröffentlichungen von Mitgliedern der Psy4F.
Auf dem 35. Deutschen Psychotherapeutentag stellte Mareike Schulze die Positionen der Psy4F den Delegierten der Bundespsychotherapeutenkammer vor. Die Delegierten begrüßten die Initiative und riefen in einer Resolution zu konsequenterem Klimaschutz auf. Sie sprachen sich dafür aus, die psychotherapeutischen Herausforderungen des Klimawandels mehr in den Blick zu nehmen und das eigene Handeln kritisch auf Nachhaltigkeit zu überprüfen.
Auf ihrer Website positionieren sich die Psy4F zum Begriff „Klimaangst“ folgendermaßen: Die inflationäre Verwendung des Begriffes Klimaangst ist im Rahmen der öffentlichen Diskussion um die Klimakrise als Folge des menschengemachten Klimawandels zu einem eigenen Phänomen geworden. Dieses Phänomen droht, die Bedeutung der Klimakrise zu verdecken: Wenn nämlich die Angst vor den Auswirkungen der Klimakrise zunehmend pathologisiert wird, rückt eine zu überwindende Angst in den Fokus der Bemühungen. Die Klimakrise würde damit individualisiert werden und als ein individuelles Anpassungsproblem erscheinen. Dabei geht es eigentlich um eine globale Bedrohung, die nur gesellschaftlich-politisch überwindbar ist. Der Versuch der Pathologisierung kann auch als eine Strategie gesehen werden, gesellschaftliches Engagement für den Klimaschutz zu diffamieren und notwendige politische Entscheidungen zu verhindern.
In einem Beitrag für die Fachzeitschrift des Berufsverbandes Deutscher Psychologinnen und Psychologen (BDP) werden ökonomische Interessen und politische Ideologien als Einflussgrößen darauf benannt, warum dem Thema anthropogener Klimawandel ablehnend begegnet wird. In diesem Zusammenhang wird auf die entwarnende Funktion klimawandelnegierender Botschaften verwiesen, wie sie unter anderem von den Wissenschaftshistorikern Naomi Oreskes und Erik M. Conway in ihrem Sachbuch Merchants of Doubt zusammengetragen wurden.

## Kritik
Kritisiert wurde als Reaktion auf den Artikel von Fabian Chmielewski im Psychotherapeutenjournal in Leserbriefen unter anderem die grundlegende Annahme der Psy4F, dass der mangelnde Klimaschutz in den letzten Jahrzehnten auf Angstabwehr zurückzuführen sei. Es gebe auch andere Gründe, den Klimawandel zu ignorieren, etwa wenn „Menschen einfach nicht genug darüber wissen, eine andere Überzeugung, andere Prioritäten, oder eigennützige, i. d. R. wirtschaftliche Interessen haben“. Zudem sei es problematisch, die verbreitete Ignoranz gegenüber dem Klimawandel zum „gesamtgesellschaftlichen Gesundheitsproblem“ zu erklären, das Psychotherapeuten mit ihrem „psychologischen Rüstzeug“ behandeln müssten.

## Veröffentlichungen
- Lea Dohm, Felix Peter, Katharina van Bronswijk: Climate Action – Psychologie der Klimakrise. Psychosozial-Verlag 2021, ISBN 978-3-8379-3110-5.
- Lea Dohm, Mareike Schulze: Klimagefühle – Wie wir an der Umweltkrise wachsen, statt zu verzweifeln; mit einem Vorwort von Mojib Latif und Beiträgen von Gregor Hagedorn, Eckart von Hirschhausen, Harald Lesch, Carola Rackete, Stefan Rahmstorf und Özden Terli. Droemer Knaur 2022, ISBN 978-3-426-28615-9.
- Katharina van Bronswijk, Christoph M. Hausmann: Climate Emotions – Klimakrise und psychische Gesundheit. Psychosozial-Verlag 2022, ISBN 978-3-8379-3168-6.
- Katharina van Bronswijk: Klima im Kopf – Angst, Wut, Hoffnung: Was die ökologische Krise mit uns macht. Oekom-Verlag 2022, ISBN 978-3-96238-381-7.